# 王曜南
王曜南（?—?）字有轩，号午天，甘肃静宁县城人。清末民初政治人物。

## 生平
光绪十四年（1888年），王曜南中举人。光绪二十一年三月二十日（1895年），在京举子闻《马关条约》签字，乃联名“公车上书”。在上书中签名的603人内，有甘肃举人61人，其中包括王曜南。同时，甘肃76名举人联名写《请废马关条约的呈文》，王曜南列名第九位。光绪二十一年（1895年），王曜南中进士。
王曜南中进士之后，同年五月，著交吏部掣签分发各省，以知县即用，赴成都候差，并在成都任粥厂厂长（粥厂是慈善机关）。后来，王曜南被派任朱窝屯员，委管孔撒土司、麻书土司、白利土司兼代士勇，并管理赋税、诉讼等事务。任内，甘孜少数民族聚众滋事，王曜南独自前去安抚；东谷土司因在诉讼中行贿，遭到王曜南杖责。
光绪三十二年（1906年）春，王曜南辞职回到家乡。后来被选为甘肃谘议局议员，宣统元年（1909年）任资政院议员。
中华民国成立后，王曜南任第一届甘肃省议会议员。后来他在家中教儿子念书。1920年海原大地震波及静宁县，静宁县全城的房屋均被夷平。王曜南等人乃重建了静宁县文庙。

## 著作
- 《学古轩诗草》[1]